# Самбучи
Самбучи (итал. Sambuci) је насеље у Италији у округу Рим, региону Лацио.
Према процени из 2011. у насељу је живело 916 становника. Насеље се налази на надморској висини од 402 м.

## Становништво
Према резултатима пописа становништва 2011. у општини је живело 936 становника.
| 1931. | 1936. | 1951. | 1961. | 1971. | 1981. | 1991. | 2001. | 2011. |
| ----- | ----- | ----- | ----- | ----- | ----- | ----- | ----- | ----- |
| 863   | 921   | 818   | 719   | 742   | 696   | 819   | 891   | 936   |